# Megachile semivenusta
Megachile semivenusta är en biart som beskrevs av Cockerell 1931. Megachile semivenusta ingår i släktet tapetserarbin, och familjen buksamlarbin. Inga underarter finns listade i Catalogue of Life.